# Flers (Orne)
Pour les articles homonymes, voir Flers.
Flers-de-l'Orne redirige ici.
Flers [flɛʁ]  , parfois appelée Flers-de-l'Orne , est une commune française, située dans le nord-ouest du département de l'Orne en région Normandie, peuplée de 14 308 habitants. C'est la deuxième plus grande ville du département derrière Alençon et devant Argentan. Flers fait partie de la communauté d'agglomération Flers Agglo.

## Géographie

### Localisation

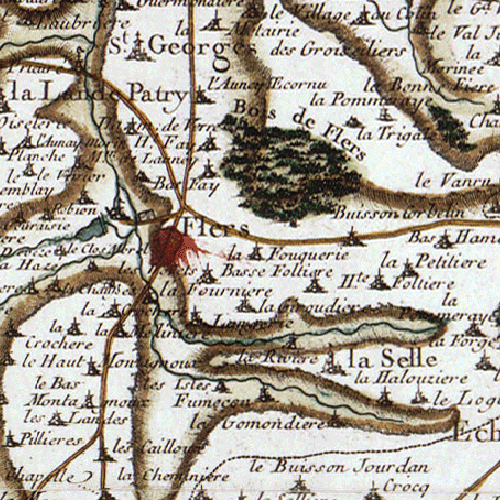
Flers sur la carte de Cassini (XVIIIe siècle).

La commune de Flers se situe dans le Nord-Ouest du département de l'Orne, au sud à environ dix kilomètres de la limite entre l'Orne et le Calvados, dans le Bocage normand sur la partie appelée Bocage flérien. L'agglomération est à 30 km du sud-est de Vire, à 44 km à l'ouest d'Argentan, à 59 km au sud de Caen et à 68 km d'Alençon au nord-est. Le territoire est limitrophe au nord des communes de Saint-Georges-des-Groseillers et d'Aubusson, au nord-est de Ronfeugerai, à l'ouest de La Lande-Patry et de Saint-Paul, au sud-ouest de La Chapelle-Biche, La Chapelle-au-Moine, et enfin au sud-est de La Selle-la-Forge et de Messei

### Hydrographie et les eaux souterraines
La commune est dans le bassin de l'Orne par son sous-affluent la Vère qui la traverse puis file vers le nord rejoindre le Noireau, à l'endroit il fait fonction de limite entre Saint-Denis-de-Méré (Calvados) et Saint-Pierre-du-Regard (Orne), au lieu-dit Pont-Érembourg. Plusieurs affluents de la Vère parcourent le territoire communal : le sud-ouest est drainé par le Plancaïon, ou Vérette ; le ruisseau de Blanche Lande matérialise une partie de la limite sud ; le Hariel, au nord-ouest, alimente les étangs du château. En rive droite de la Vère, un ruisseau de Blanche Lande, homonyme du précédent, marque la limite sud-est. Deux autres ruisseaux plus modestes grossissent la Vère en rive droite.

### Géologie et relief
Le point culminant du territoire (276 mètres) est situé à un carrefour au lieu-dit la Trigale sur la limite avec Saint-Georges-des-Groseillers. C'est sur cette même limite, mais plus à l'ouest, à l'endroit où la Vère quitte le territoire, que se situe le point le plus bas (182 mètres).

### Sismicité
La commune se trouve sur une zone de sismicité 2 (sismicité faible).

### Climat
Pour des articles plus généraux, voir Climat de la Normandie et Climat de l'Orne.
En 2010, le climat de la commune est de type climat océanique franc, selon une étude du CNRS s'appuyant sur une série de données couvrant la période 1971-2000. En 2020, Météo-France publie une typologie des climats de la France métropolitaine dans laquelle la commune est exposée à un climat océanique et est dans la région climatique Normandie (Cotentin, Orne), caractérisée par une pluviométrie relativement élevée (850 mm/a) et un été frais (15,5 °C) et venté. Parallèlement le GIEC normand, un groupe régional d’experts sur le climat, différencie quant à lui, dans une étude de 2020, trois grands types de climats pour la région Normandie, nuancés à une échelle plus fine par les facteurs géographiques locaux. La commune est, selon ce zonage, exposée à un « climat contrasté des collines », correspondant au Bocage normand, bien arrosé, voire très arrosé sur les reliefs les plus exposés au flux d’ouest, et frais en raison de l’altitude.
Pour la période 1971-2000, la température annuelle moyenne est de 10,4 °C, avec une amplitude thermique annuelle de 13,3 °C. Le cumul annuel moyen de précipitations est de 919 mm, avec 13,1 jours de précipitations en janvier et 7,9 jours en juillet. Pour la période 1991-2020, la température moyenne annuelle observée sur la station météorologique la plus proche, située sur la commune d'Athis-Val de Rouvre à 9 km à vol d'oiseau, est de 10,6 °C et le cumul annuel moyen de précipitations est de 944,7 mm,. Pour l'avenir, les paramètres climatiques de la commune estimés pour 2050 selon différents scénarios d’émission de gaz à effet de serre sont consultables sur un site dédié publié par Météo-France en novembre 2022.

### Voies de communication et transports

#### Voies routières
Le carrefour des Cinq-Becs ne doit pas son nom aux cinq rues qui y convergent, mais au nombre de becs de gaz du lampadaire qui s'y trouvaient.

#### Transports en commun

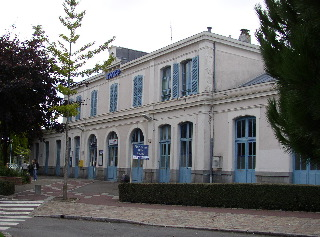
La gare de Flers.

- Elle dispose aussi d'un réseau de bus qui couvre la majorité de la ville ainsi que les communes périphériques.
- Les lignes de transports départementaux par cars desservent la ville de Flers depuis le département du Calvados et de l'Orne.
- Le réseau d'autobus Némus est chargé des transports urbains.

#### Lignes SNCF
- La ville de Flers possède une gare ferroviaire située sur la ligne Paris - Granville.

#### Transports aériens
- Un aérodrome s'y trouve également.

## Urbanisme

### Typologie
Au 1er janvier 2024, Flers est catégorisée centre urbain intermédiaire, selon la nouvelle grille communale de densité à sept niveaux définie par l'Insee en 2022.
Elle appartient à l'unité urbaine de Flers, une agglomération intra-départementale regroupant cinq  communes, dont elle est ville-centre,,. Par ailleurs la commune fait partie de l'aire d'attraction de Flers, dont elle est la commune-centre,. Cette aire, qui regroupe 38 communes, est catégorisée dans les aires de 50 000 à moins de 200 000 habitants,.

### Occupation des sols
L'occupation des sols de la commune, telle qu'elle ressort de la base de données européenne d’occupation biophysique des sols Corine Land Cover (CLC), est marquée par l'importance des territoires agricoles (65,4 % en 2018), en diminution par rapport à 1990 (72,3 %). La répartition détaillée en 2018 est la suivante : 
prairies (32,1 %), zones urbanisées (24,9 %), zones agricoles hétérogènes (17,6 %), terres arables (15,7 %), zones industrielles ou commerciales et réseaux de communication (8,3 %), espaces verts artificialisés, non agricoles (1,4 %). L'évolution de l’occupation des sols de la commune et de ses infrastructures peut être observée sur les différentes représentations cartographiques du territoire : la carte de Cassini (XVIIIe siècle), la carte d'état-major (1820-1866) et les cartes ou photos aériennes de l'IGN pour la période actuelle (1950 à aujourd'hui).

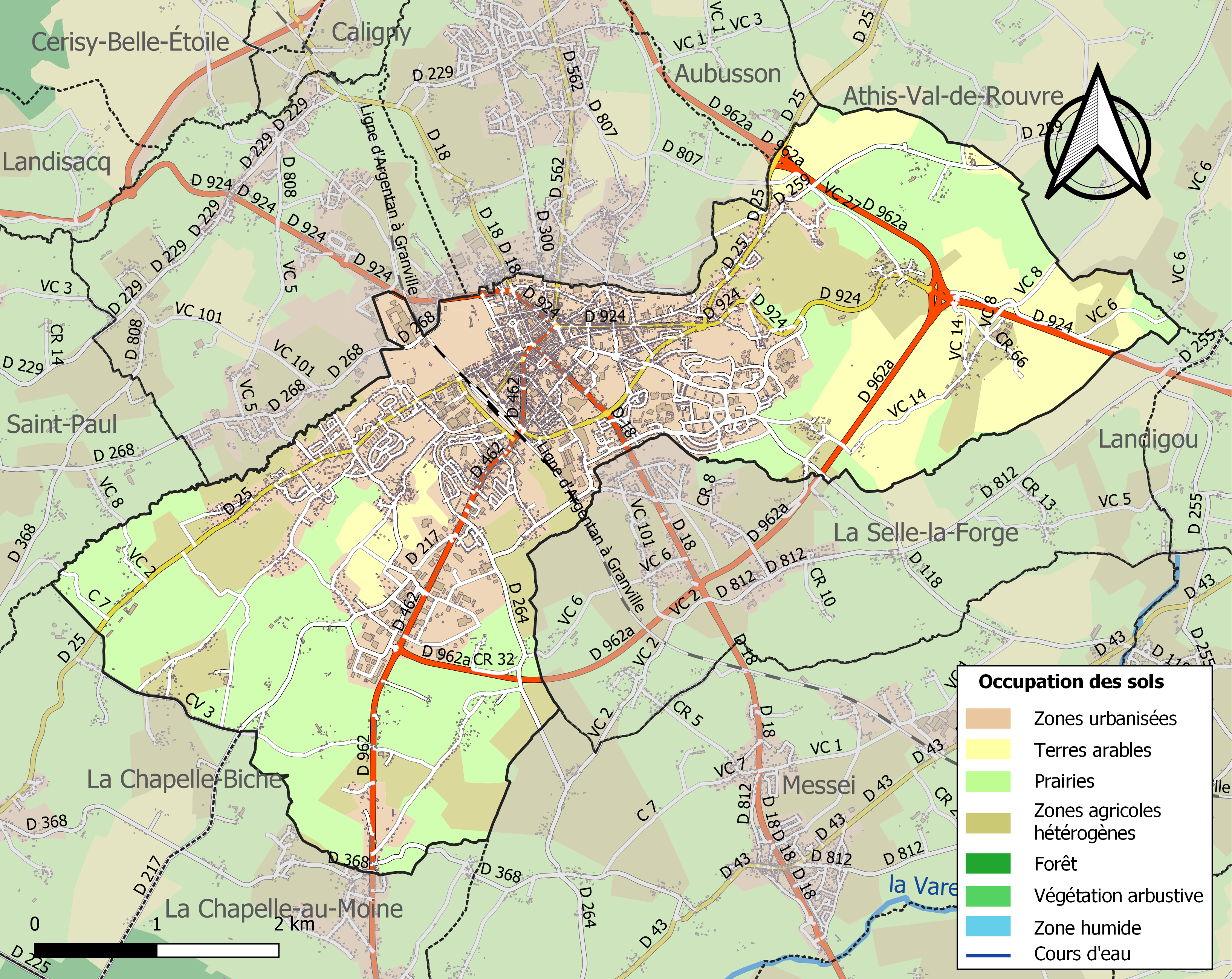
Carte des infrastructures et de l'occupation des sols de la commune en 2018 (CLC).

## Toponymie
Les premières mentions écrites de Flers apparaissent à la fin du XIIe siècle sous les formes de Flers en 1164-1179 et Flex en 1188-1221.
Il s'agit d'un type toponymique commun dans le Nord de la France : Flers (Nord I, Fles 1030, Flers XIIIe siècle), Flers (Nord II, Fles 1066, Flers 1273), Flers (Pas-de-Calais) et Flers (Somme). La localisation dans le Nord de la France incite les spécialistes à proposer l’étymon germanique (vieux bas francique) *hlar qui signifie « terrain marécageux, friche ou vaine pâture », à l'origine de l'ancien français larris, d'où le français lairis. On rencontre ce terme en composé dans Meulers (Seine-Maritime) ainsi que dans Boufflers et Mouflers (Somme).
Le gentilé est Flérien.

## Histoire

### La première implantation auMoyen Âge
À partir du Xe siècle, la famille de Flers est à la tête d'une baronnie.
Au XIe siècle, une tradition veut que deux frères Foulques d'Aunou et Guillaume de Gasprée, épousent deux sœurs, demoiselles de Flers. Foulques d'Aunou reçoit en dot Flers, siège de la baronnie.
La construction du château de Flers est entreprise à partir du XIIe siècle, même si à l'origine il ne s'agit que d'un corps de logis en pierre et en bois, sur une butte fortifiée entourée d'eau.
En 1356, les chroniques de la guerre de Cent Ans ne font pas mention d'un point fortifié à l'emplacement du château de Flers. Cette information laisse penser que le château ne présente pas un intérêt stratégique majeur à l'époque.

### L'édification du château style Renaissance
Le château de Flers actuel date du XVIe et du XVIIIe siècle.

### Un centre de la chouannerie normande
En 1790, durant la période révolutionnaire Flers forme un canton appartenant, au district de Domfront dans le département de l'Orne.
En brumaire an II (1793), la commune voit une émeute se dérouler dans ses murs, qui met aux prises une population excédée par la conscription et la politique anti-religieuse menée par la Convention, et les administrateurs du district de Domfront chargés de transporter à Condé-sur-Noireau des caisses d'archives et de fonds.
La comtesse de Flers de l'époque, Jacqueline Le Goué de Richemont, femme de Pierre-François de Paule de La Motte-Ango, soutient les contre-révolutionnaires chouans. Le château de Flers devient le quartier général du comte Louis de Frotté, un des principaux meneurs de la chouannerie normande. En revanche, le frère cadet du comte de Flers, le général Louis Charles de Flers, soutient la Révolution et devient commandant de l'armée des Pyrénées orientales.

### La révolution industrielle

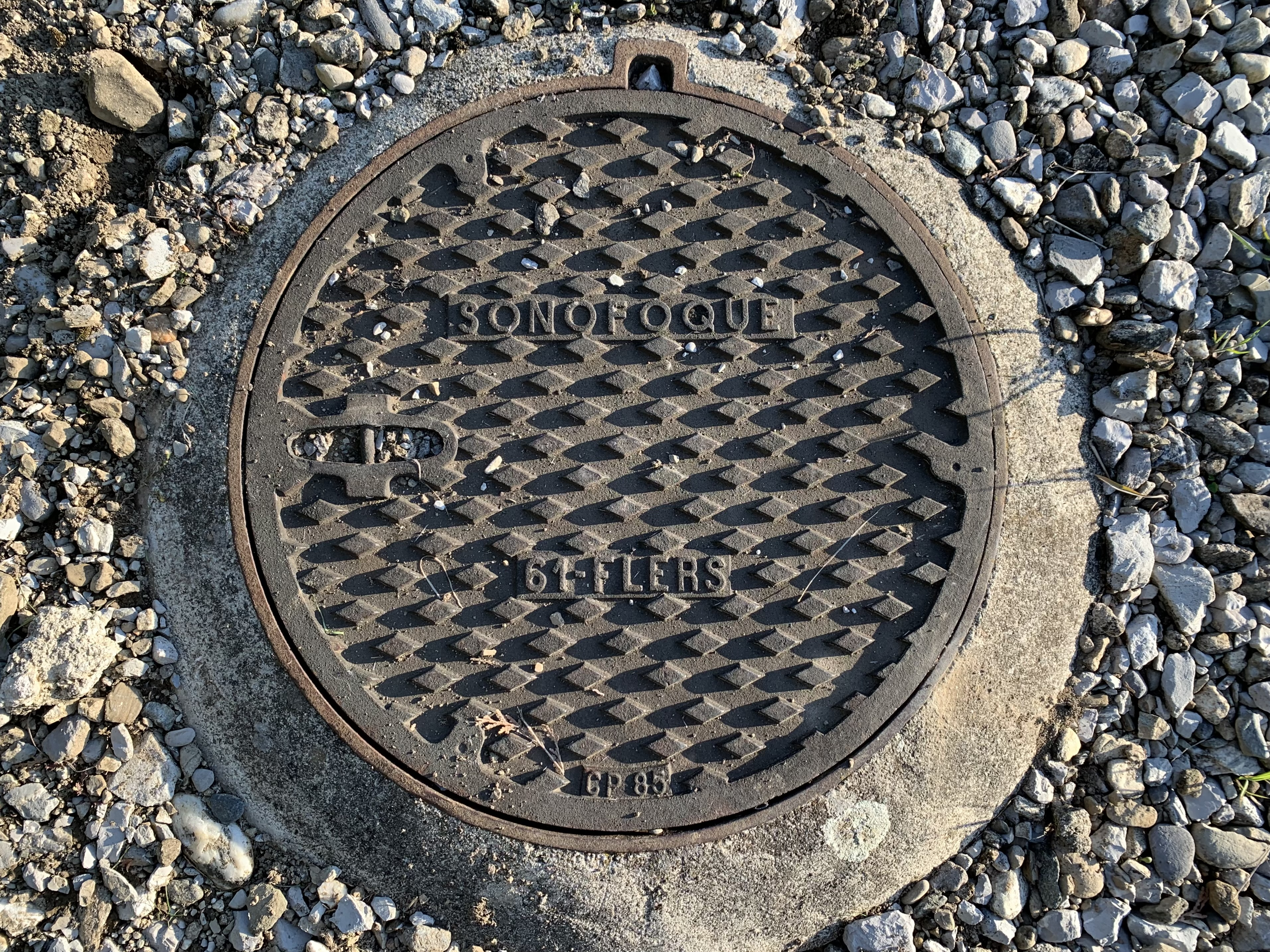
Une plaque d'égout en fonte fabriquée par Sonofoque à Flers.

En 1901, Julien Salles, maire de Flers, achète le château pour le compte de la municipalité.
La commune devient un centre textile important et voit une grève extrêmement dure se dérouler (100 jours).
La ville était connue pour la fabrication de plaques d'égouts, principalement par la fonderie Quéruel-Lorfeuvre qui a été reprise par Sonofoque. Sonofoque a cessé son activité en décembre 2002 et a fait l'objet d'une liquidation judiciaire.

### Une ville meurtrie par les bombardements
Comme beaucoup de villes bas-normandes situées sur un cercle autour du lieu de débarquement, Flers est l'un des objectifs des bombardements stratégiques destinés à ralentir ou bloquer l'arrivée de renforts militaires allemands les 6 et 7 juin 1944. La ville est détruite à 80 %. Ce qui reste de la ville est libéré le 16 août  par la 11e division blindée britannique. Menée par les architectes Pierre Boulanger puis Pierre Communal, la reconstruction s'oriente résolument vers un Flers moderne sans chercher à reconstituer l'ancien, mais tout en conservant la trame urbaine en élargissant simplement les voies.
La mairie est en partie détruite par un incendie le 9 novembre 2019.

## Politique et administration

### Tendances politiques et résultats
Candidats ou listes ayant obtenu plus 5 % des suffrages exprimés lors des dernières élections politiquement significatives :
- Législatives 2017[27] :
  - 1er tour (46,73 % de votants) : Isabelle Boscher (LREM) 39,67 %, Jérôme Nury (LR) 29,89 %, Katia Frémont (FN) 11,43 %, Clément Bujarrabal (FI) 8,84 %.
  - 2e tour (43,83 % de votants) : Jérôme Nury (LR) 50,74 %, Isabelle Boscher (LREM) 49,26 %.
- Présidentielle 2017[28] :
  - 1er tour (71,99 % de votants) : Emmanuel Macron (LREM) 27,58 %, François Fillon (LR) 19,94 %, Jean-Luc Mélenchon (FI) 18,35 %, Marine Le Pen (FN) 17,92 %, Benoît Hamon (PS) 7,23 %
  - 2e tour (45,10 % de votants) : Emmanuel Macron (LREM) 72,22 %, Marine Le Pen (FN) 27,78 %.
- Régionales 2015[29] :
  - 1er tour (45,10 % de votants) : Laurent Beauvais (PS) 30,62 %, Bertrand Deniaud (UDI) 25,05 %, Lionel Stiefel (FN) 23,83 %, Yanic Soubien (EÉLV) 8,37 %.
  - 2e tour (54,05 % des votants) : Laurent Beauvais (PS) 43,87 %, Bertrand Deniaud (UDI) 32,88 %, Lionel Stiefel (FN) 23,25 %.
- Départementales 2015 : 
  - Flers-1[30] :
    - 1er tour (47,34 % de votants) : Béatrice Guyot et Lori Helloco (PS) 34,79 %, Jean-François Brisset et Michèle Lainé (DVD) 29,87 %, Katia Frémont et David Ruault (FN) 26,71 %, Jean Chatelais et Annick Moitry (PCF) 8,64 %.
    - 2e tour (49,46 % des votants) : Béatrice Guyot et Lori Helloco (PS) 41,39 %, Jean-François Brisset et Michèle Lainé (DVD) 34,99 %, Katia Frémont et David Ruault (FN) 23,62 %.

  - Flers-2[31] :
    - 1er tour (44,38 % de votants) : Irène Cojean et Gérard Colin (PS) 45,81 %, Marie-Noël Lebouleux et Stéphane Terrier (DVD) 29,63 %, Fabien Guérin et Myriam Maignan (FN) 24,56 %.
    - 2e tour (45,52 % des votants) : Irène Cojean et Gérard Colin (PS) 46,80 %, Marie-Noël Lebouleux et Stéphane Terrier (DVD) 33,86 %, Fabien Guérin et Myriam Maignan (FN) 19,34 %.

- Municipales 2014 (61,62 % de votants) : Yves Goasdoué (DVG) 52,90 %, Philippe Senaux (DVD) 47,10 %.
- Européennes 2014[32] (39,60 % de votants) : FN (Marine Le Pen) 26,45 %, UMP (Jérôme Lavrilleux) 21,82 %, PS-PRG (Gilles Pargneaux) 16,63 %, UDI - MoDem (Dominique Riquet) 8,94 %, EÉLV (Karima Delli) 8,51 %.
- Législatives 2012[33] :
  - 1er tour (56,56 % de votants) : Yves Goasdoué (DVG) 49,57 %, Jérôme Nury (UMP) 27,70 %, Francine Lavanry (FN) 8,92 %, Omar Ayad (EÉLV) 5,54 %.
  - 2e tour (58,63 % de votants) : Yves Goasdoué (DVG) 61,58 %, Jérôme Nury (UMP) 38,42 %.
- Présidentielle 2012[34] :
  - 1er tour (76,35 % de votants) : François Hollande (PS) 33,12 %, Nicolas Sarkozy (UMP) 24,58 %, Marine Le Pen (FN) 15,78 %, Jean-Luc Mélenchon (FG) 10,86 %, François Bayrou (MoDem) 9,41 %.
  - 2e tour (77,46 % de votants) : François Hollande (PS) 58,29 %, Nicolas Sarkozy (UMP) 41,71 %.
- Européennes 2009[35] (35,84 % de votants) : Majorité présidentielle (Dominique Riquet) 24,13 %, PS (Gilles Pargneaux) 18,85 %, LV (Hélène Flautre) 12,82 %, Centre-MoDem (Corinne Lepage) 10,79 %, FN (Marine Le Pen) 7,48 %, Ext-G (Christine Poupin) 6,76 %.

### Jumelages
- Warminster (Royaume-Uni) depuis 1973.
- Poundou (Burkina Faso) depuis 1977.
- Wunstorf (Allemagne) depuis 1994.
- Charleston (États-Unis) depuis 2022[42].

### Budget et fiscalité 2016
En 2016, le budget de la commune était constitué ainsi :
- total des produits de fonctionnement : 16 912 000 €, soit 1 113 € par habitant ;
- total des charges de fonctionnement : 14 940 000 €, soit 983 € par habitant ;
- total des ressources d’investissement : 3 155 000 €, soit 208 € par habitant ;
- total des emplois d’investissement : 3 145 000 €, soit 207 € par habitant.
- endettement : 14 399 000 €, soit 948 € par habitant.

Avec les taux de fiscalité suivants :
- taxe d’habitation : 20,77 % ;
- taxe foncière sur les propriétés bâties : 19,58 % ;
- taxe foncière sur les propriétés non bâties : 64,04 % ;
- taxe additionnelle à la taxe foncière sur les propriétés non bâties : 0 % ;
- cotisation foncière des entreprises : 0 %.

Chiffres clés Revenus et pauvreté des ménages en 2014 : Médiane en 2014 du revenu disponible, par unité de consommation : 16 694 €.

## Population et société

### Démographie

#### Évolution démographique
L'évolution du nombre d'habitants est connue à travers les recensements de la population effectués dans la commune depuis 1793. Pour les communes de plus de 10 000 habitants les recensements ont lieu chaque année à la suite d'une enquête par sondage auprès d'un échantillon d'adresses représentant 8 % de leurs logements, contrairement aux autres communes qui ont un recensement réel tous les cinq ans,.
En 2022, la commune comptait 14 308 habitants, en évolution de −3,1 % par rapport à 2016 (Orne : −3,21 %, France hors Mayotte : +2,11 %).
| 1793  | 1800  | 1806  | 1821  | 1831  | 1836  | 1841  | 1846  | 1851  |
| ----- | ----- | ----- | ----- | ----- | ----- | ----- | ----- | ----- |
| 2 603 | 2 656 | 2 821 | 3 454 | 4 386 | 4 895 | 6 113 | 7 042 | 8 461 |

| 1856  | 1861   | 1866   | 1872   | 1876   | 1881   | 1886   | 1891   | 1896   |
| ----- | ------ | ------ | ------ | ------ | ------ | ------ | ------ | ------ |
| 9 217 | 10 054 | 10 260 | 10 678 | 11 155 | 12 304 | 14 013 | 13 860 | 13 404 |

| 1901   | 1906   | 1911   | 1921   | 1926   | 1931   | 1936   | 1946   | 1954   |
| ------ | ------ | ------ | ------ | ------ | ------ | ------ | ------ | ------ |
| 13 680 | 13 704 | 13 610 | 12 812 | 12 948 | 13 022 | 12 900 | 12 336 | 13 010 |

| 1962   | 1968   | 1975   | 1982   | 1990   | 1999   | 2006   | 2011   | 2016   |
| ------ | ------ | ------ | ------ | ------ | ------ | ------ | ------ | ------ |
| 14 634 | 17 683 | 20 486 | 18 911 | 17 888 | 16 947 | 16 094 | 15 077 | 14 766 |

| 2021   | 2022   | - | - | - | - | - | - | - |
| ------ | ------ | - | - | - | - | - | - | - |
| 14 482 | 14 308 | - | - | - | - | - | - | - |

#### Pyramide des âges
En 2018, le taux de personnes d'un âge inférieur à 30 ans s'élève à 33,8 %, soit au-dessus de la moyenne départementale (31,0 %). À l'inverse, le taux de personnes d'âge supérieur à 60 ans est de 31,9 % la même année, alors qu'il est de 33,0 % au niveau départemental.
En 2018, la commune comptait 6 993 hommes pour 7 786 femmes, soit un taux de 52,68 % de femmes, légèrement supérieur au taux départemental (51,31 %).
Les pyramides des âges de la commune et du département s'établissent comme suit.
| Hommes | Classe d’âge | Femmes |
| ------ | ------------ | ------ |
| 1,3    | 90 ou +      | 3,0    |
| 8,7    | 75-89 ans    | 13,6   |
| 16,8   | 60-74 ans    | 19,8   |
| 19,6   | 45-59 ans    | 18,0   |
| 16,0   | 30-44 ans    | 15,2   |
| 18,7   | 15-29 ans    | 15,8   |
| 18,9   | 0-14 ans     | 14,7   |

| Hommes | Classe d’âge | Femmes |
| ------ | ------------ | ------ |
| 1,1    | 90 ou +      | 2,9    |
| 9,2    | 75-89 ans    | 12,6   |
| 21,1   | 60-74 ans    | 21,4   |
| 20,5   | 45-59 ans    | 19,7   |
| 15,8   | 30-44 ans    | 15,1   |
| 15,6   | 15-29 ans    | 13,4   |
| 16,7   | 0-14 ans     | 14,9   |

### Immigration
En 2016, la population immigrée de Flers s'élevait à 1 332 habitants, soit 9,0 % de la population flérienne (moyenne nationale : 9,4 %).
On peut compter une population d'origine maghrébine, mais surtout une importante communauté turque, une des plus importantes de Normandie. Il y aurait environ plus de 3 000 Turcs à Flers et ses alentours. Ces Turcs sont arrivés au début des années 1970, et en majorité de la région de Posof à l'extrême est de la Turquie, à la suite d'une forte demande des entreprises locales en main d’œuvre. Ils vivent principalement dans les quartiers Saint-Sauveur, Saint-Michel et du Pont-Féron à Flers, et travaillent généralement dans le secteur du bâtiment,. Classés prioritaires, ces trois quartiers regroupent 4 242 habitants en 2020. Une association amicale franco-turque existe depuis 1978, et possède une mosquée et un espace culturel turc dans le quartier du Pont Féron depuis 2005. Un film réalisé par Ali Badri a même été créé pour conter l'histoire de ces Turcs venus s'installer en Normandie, et plus particulièrement à Flers. Les autres grandes communautés turques de l'Orne se trouvent à L'Aigle, Argentan et Alençon.

### Établissements scolaires
- Lycée général et technologique Jean-Guéhenno
- Lycée professionnel Jean-Guéhenno
- CFA, site du lycée Jean-Guéhenno
- Greta Sud-Normandie
- Lycée professionnel Fernand-Léger
- Lycée polyvalent Saint-Thomas-d'Aquin (privé)
- Collège Saint-Thomas-d'Aquin (privé)
- Collège Sévigné
- Collège Jean-Monnet

Établissements et équipements scolaires, culturels et sportifs

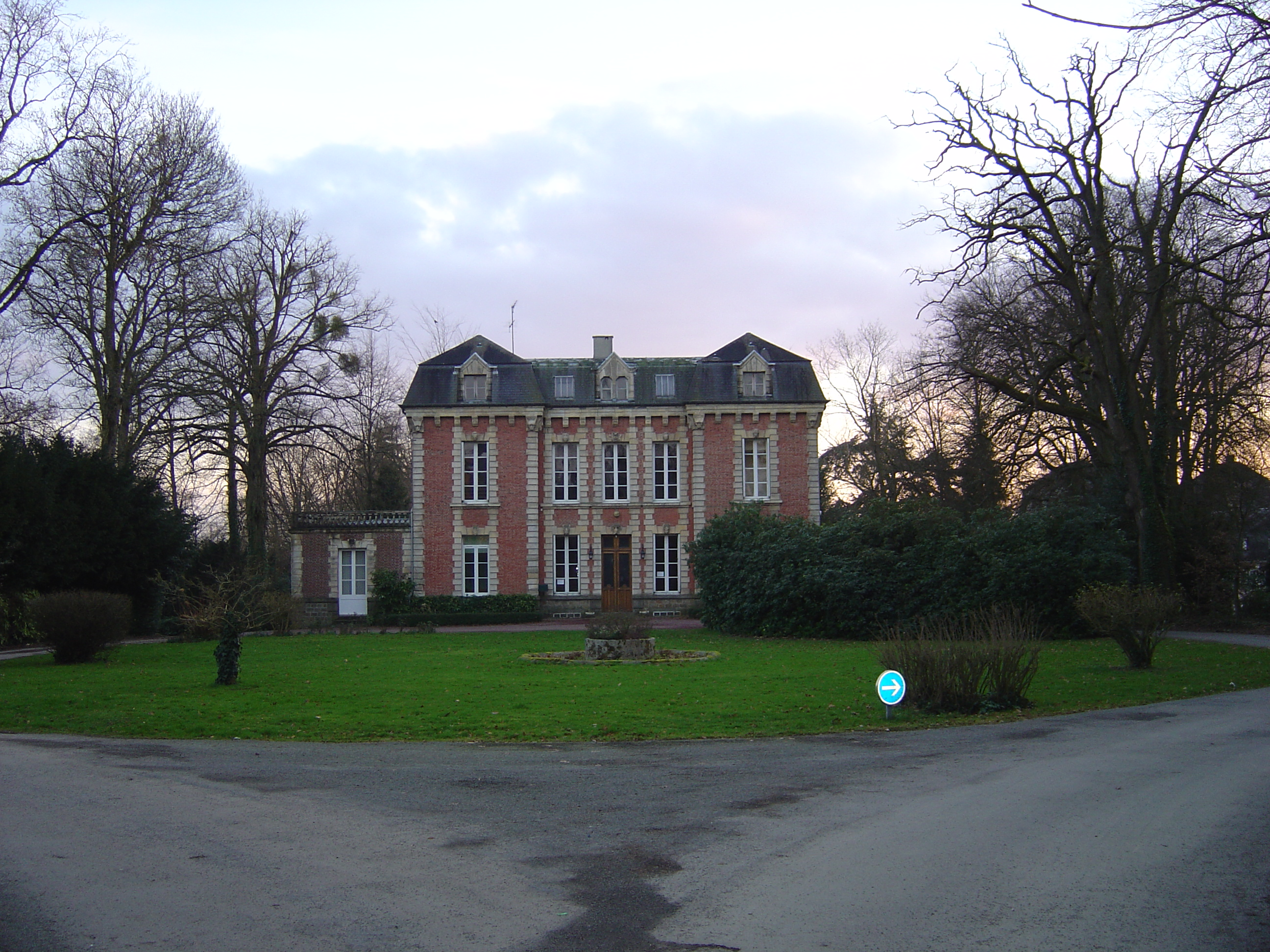
Le collège Saint-Thomas-d'Aquin, anciennement Petit Séminaire puis Immaculée Conception[55].
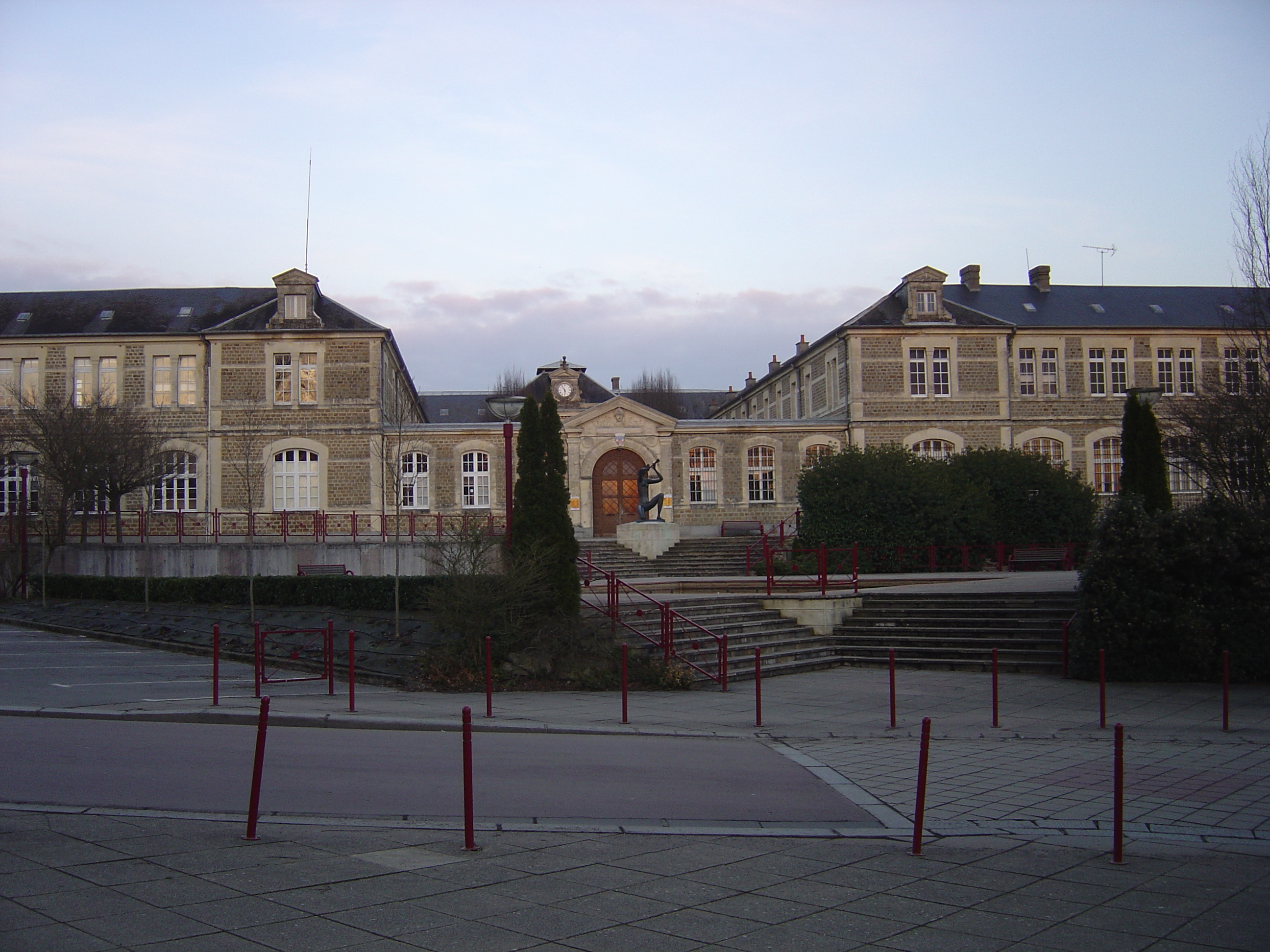
Le centre Jean-Chaudeurge qui abrite notamment la médiathèque du Pays de Flers.
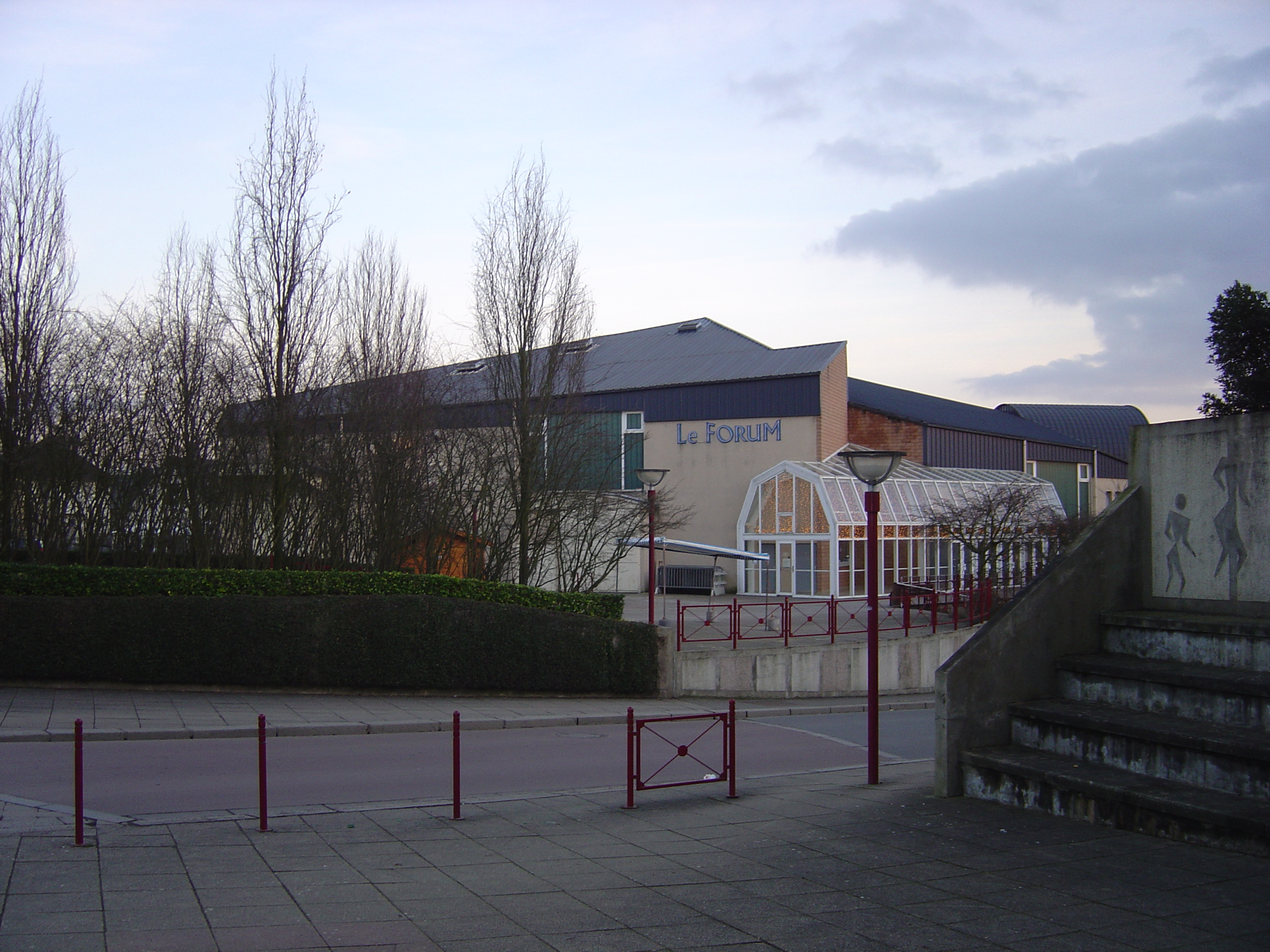
Le Forum de Flers (salle accueillant les manifestations culturelles).
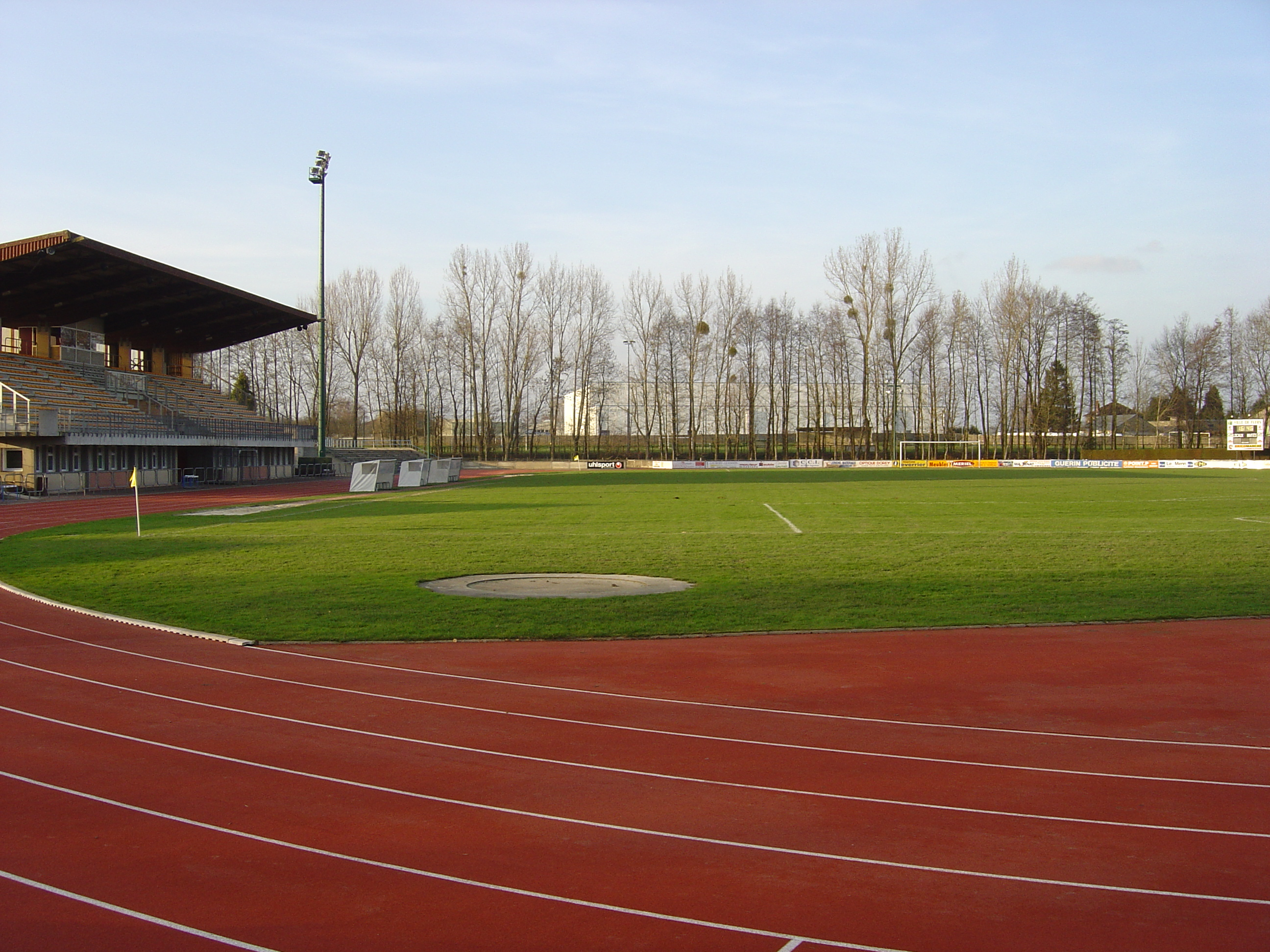
Le stade du Hazé.

### Culture
La communauté d'agglomération dispose d'une médiathèque, issue de l'ancienne bibliothèque de Flers fondée initialement en 1874. La bibliothèque s'enrichit à l'origine grâce à Jules Appert, bibliophile flérien, d'un legs de 15 000 volumes. La ville détient le record du plus grand nombre de restaurants kebab par habitants, soit 6,1 restaurants pour 10 000 habitants.
Au début du XXe siècle, Auguste Surville, bibliothécaire, développe le fonds normand et répertorie le chartrier du château, riche de 10 000 documents. Salle des fêtes "La petite A", Label « Patrimoine du XXe siècle ».

### Sports

#### Équipements sportifs
- Football :

Le Football club flérien fait évoluer ses deux équipes premières (masculine et féminine), ainsi que trois autres équipes (deux masculines et une féminine) en ligue de Basse-Normandie. Le club a remporté la Coupe de Basse-Normandie en mai 2008.
Autre club, l'Union sportive flérienne (USF) créée en 2014, évolue dans différents championnats du district de l'Orne, avec quelques montées survenues en Régionale (R3, R2) sans réussir à se maintenir. En seulement quelques années, l'USF a créé plusieurs équipes dans différentes tranches d'âge, et aussi une équipe féminine enfants.

Coupe d'Europe -19 ans
En 2010, Flers a accueilli le championnat européen de football des moins de 19 ans dont les matches France-Autriche, Autriche-Angleterre et Espagne-Italie.
- Handball :

Le Handball Flers représenté par une équipe senior féminine et masculine en régional.
- Basket-ball

P
Le Basket club flérien (BCF) et l'Union Flers-Saint-Georges basket (UFSGB) utilisent la nouvelle halle des Sports. Le BCF accueille 130 licenciés, garçons et filles, petits et grands. C'est en nombre le deuxième club de l'Orne.
- Tennis de table :

Le Tennis de table flérien, club de 80 à 90 membres, a dix équipes en compétitions : une en pré-nationale masculine, trois en Régionales masculine, cinq en Départementales masculine et une en Régionales féminine, ce qui en fait le deuxième club ornais et un des plus représentés de la région. Le club est doté d'une salle spécifique de 700 m2 avec gradins spectateurs.
- Cyclisme :

Section sport étude cyclisme au lycée Saint-Thomas-d'Aquin.
73e Semaine fédérale internationale de cyclotourisme à Flers. En 2011, Flers a accueilli plus de 15 000 cyclotouristes qui ont inverti la ville et découvert la région.

#### Les équipements sportifs
- Centre aquatique,

bassin de 25 m, bassins ludiques, hammam, sauna…
- Golf,

9 trous par 32.
- Bowling
- Aéro-club[62]
- Squash
- Club hippique
- Stade des Closets :

deux terrains de rugby,
un skate park
- Stade du Hazé :

stade de football (avec piste d'athlétisme), trois terrains d'entrainement (football), six courts de tennis (dont trois couverts)
- Handball
- Volley
- Escrime
- Dojo du Hariel

karaté, Taijitsu et self défense, body karaté
- Basketball (UFSGB)
- Boxe
- Pétanque
- Tennis de table

### Santé
- Centre hospitalier Jacques-Monod.
- Clinique Saint-Dominique, fermée en 2018, devant devenir un pôle de santé libéral ambulatoire[63].
- Scanner IRM du bocage.

### Musique
Flers dispose d'une scène musicale jeune grâce à de nombreuses associations qui rythment la vie locale.
- le collectif RAVE regroupant plusieurs associations, promotion de la musique amplifiée.
- Argot'Note : gestion de locaux de répétition.
- Oxyjeunes : Dance hip-hop
- Trafik : culture et pratique urbaine (Rap, atelier beat-box, peinture).
- [BRC] : culture musiques actuelles.
- Muzic azimut : festival de musique actuelle en automne.

Le groupe de musique pop-rock Concrete Knives est originaire de Flers.

### Cultes
- Culte catholique : église Saint-Germain[64] ; église Saint Jean ; chapelle Saint-Jean-Eudes[65] ; chapelle Notre Dame ; chapelle du Souvenir.
- Église évangélique[66].
- Mosquées, salles de prière et établissements cultuels islamiques[67].

## Économie
Le taux de chômage de la ville de Flers, qui s'élevait à plus de 15 % en 1999 est descendu dans les années 2000 à 8 %, mais il est remonté à 13 % en 2011 pour entamer une seconde baisse ces dernières années. Flers est le siège de la Chambre de commerce et d'industrie de Flers-Argentan qui gère l'aérodrome de la ville.
L’économie de la région a été fortement marquée durant la révolution industrielle par l’industrie du textile (filature, tissage et confection) qui est aujourd’hui presque entièrement démantelée.
La dégradation du tissu industriel des filières du textile et de la métallurgie a été progressivement compensée par l’accroissement du poids du secteur tertiaire dans le paysage économique : services et commerces réunis représentent actuellement près de 60 % des emplois du département, contre 22 % pour l’industrie et 10 % pour l’agriculture. En effet, le centre-ville de Flers est dynamique, avec la quinzaine commerciale qui est organisée par les commerçants flériens durant novembre.
De nombreuses mesures d’accompagnement soutenues par le politique permettent néanmoins d’enregistrer des améliorations sensibles de ce contexte général : soutien financier de projets et assistance pour le développement du commerce à l’international, requalification de zones d’activités, projet du campus industriel de Flers, généralisation de l’accès internet à haut débit, vote de la construction de voies rapides reliant Flers à Argentan et Condé-sur-Noireau d’ici 2013. De plus, en 2015, la rocade de Flers commence à être agrandie sur sa partie nord-ouest reliant les communes de La Lande-Patry et de Saint-Georges-des-Groseillers.
L’ensemble de ces dispositifs portent ses fruits mais ne suffisent pas à masquer les lourdes contraintes structurelles liées à la faiblesse des infrastructures routières, au poids important de la fiscalité. Ces difficultés peuvent aussi être illustrées par le fait que le maintien de la liaison ferroviaire Paris-Granville représente un enjeu économique majeur pour la Chambre de commerce.

### Industrie
- Faurecia : entreprise d'équipement automobile, filiale de PSA Peugeot Citroën
- Charal : entreprise d'agro-alimentaire, présent depuis 1980, 500 salariés
- Decharenton : entreprise de vente de pièces détachées pour l'automobile, le poids lourd et l'industrie. Ateliers VL PL et SAV
- Roval : entreprise de création, production et conditionnement de produits d'hygiène corporelle et capillaire, de soin et de parfumerie

## Culture locale et patrimoine

### Parcs et espaces verts
Le parc du château avec son étang offre un cadre de promenade ombragée.
La commune est une ville fleurie (trois fleurs) au concours des villes et villages fleuris.

### Monuments et lieux de visite

#### Le château
La ville de Flers possède un château du XVIe et XVIIIe siècles dans lequel se trouve un musée de peintures et sculptures anciennes et XIXe siècle, d'arts décoratifs (ensemble de mobilier et d'objets d'art) et d'histoire locale (cuisine normande). Il est aussi actuellement le centre des services municipaux. Durant la Révolution, il sert de lieu de rassemblement des Chouans. Les « Bleus » l'incendient en 1800, la ville le rachète en 1901.

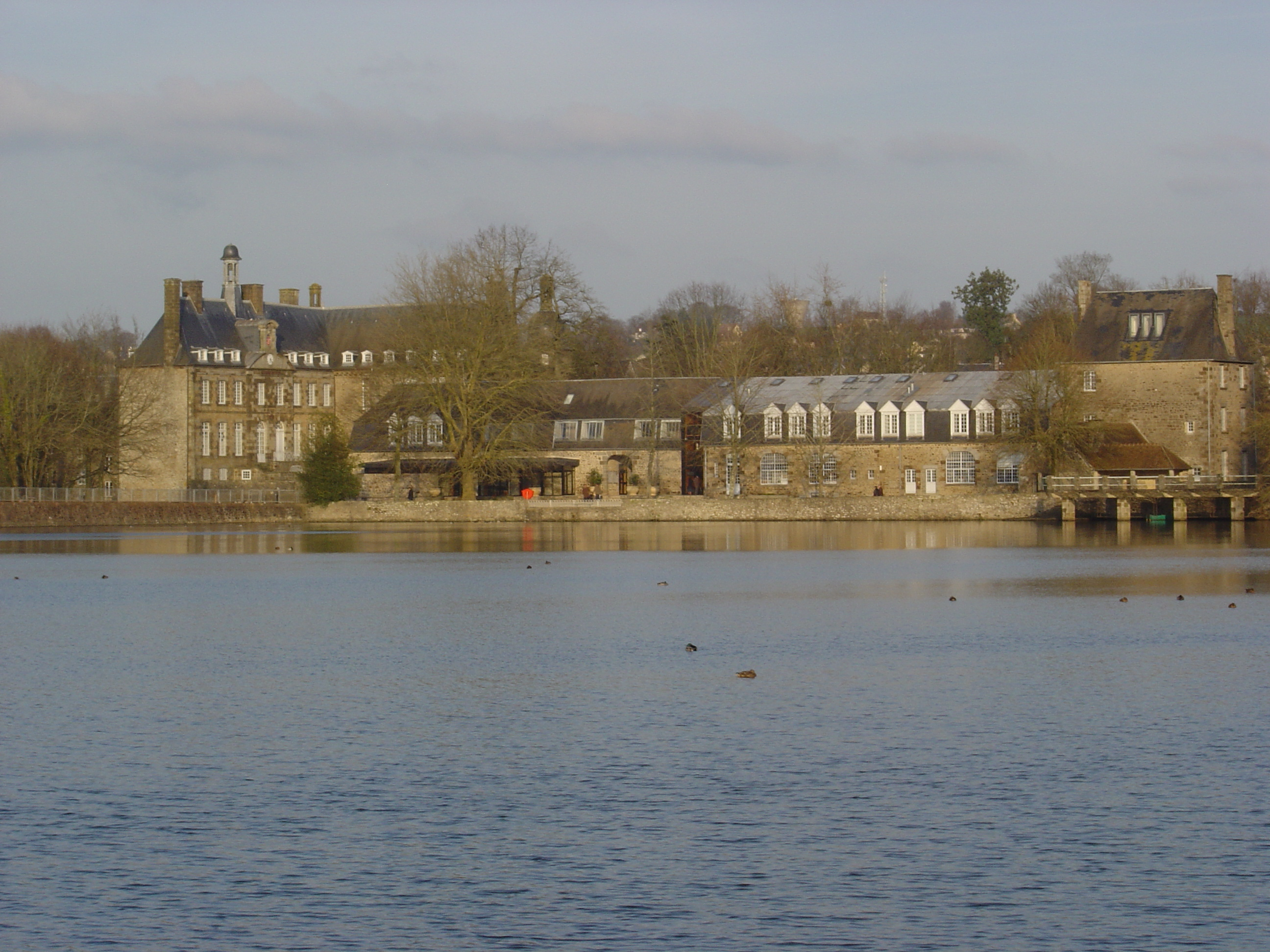
Parc, étang  et château.
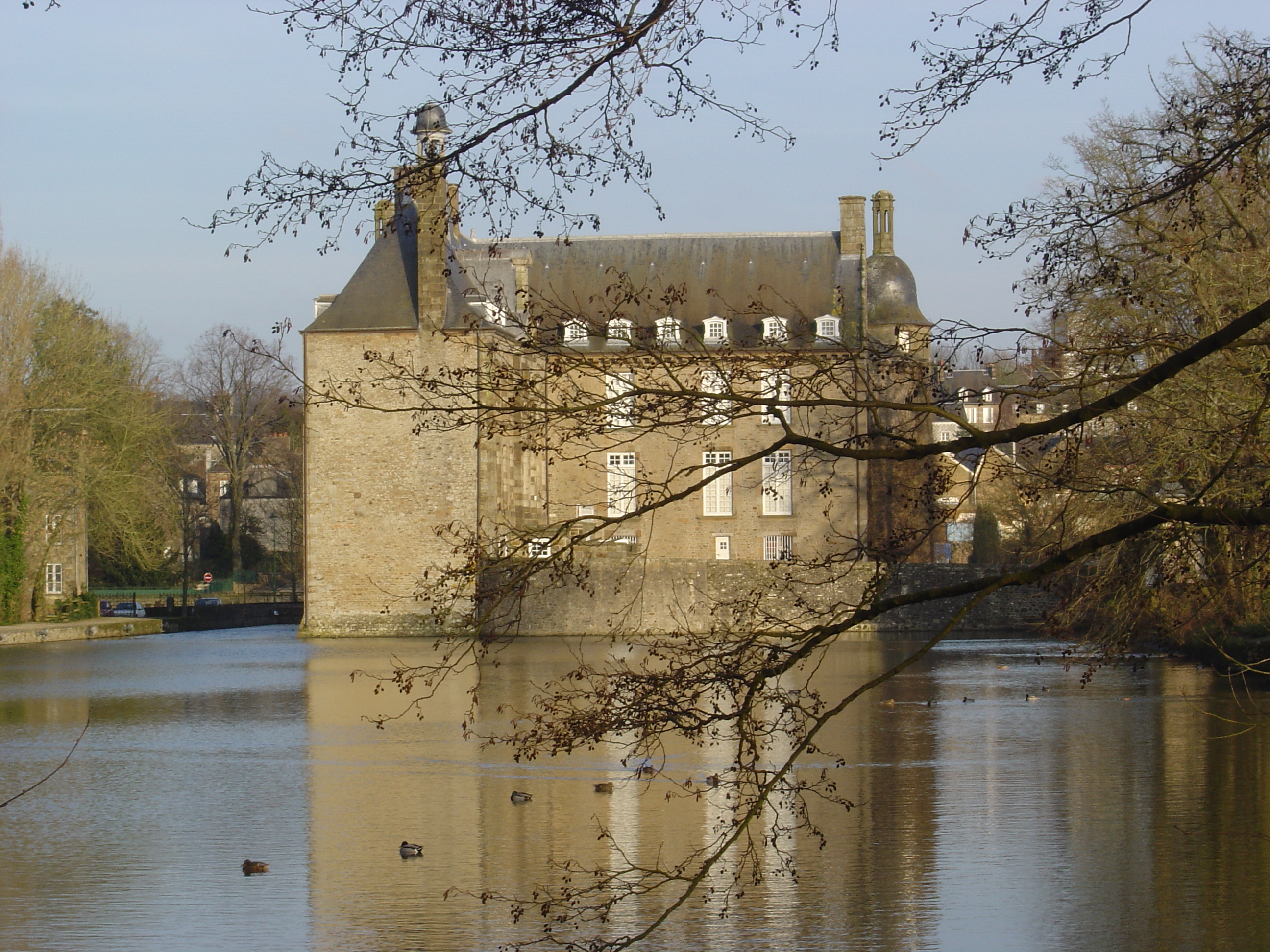
Le château.
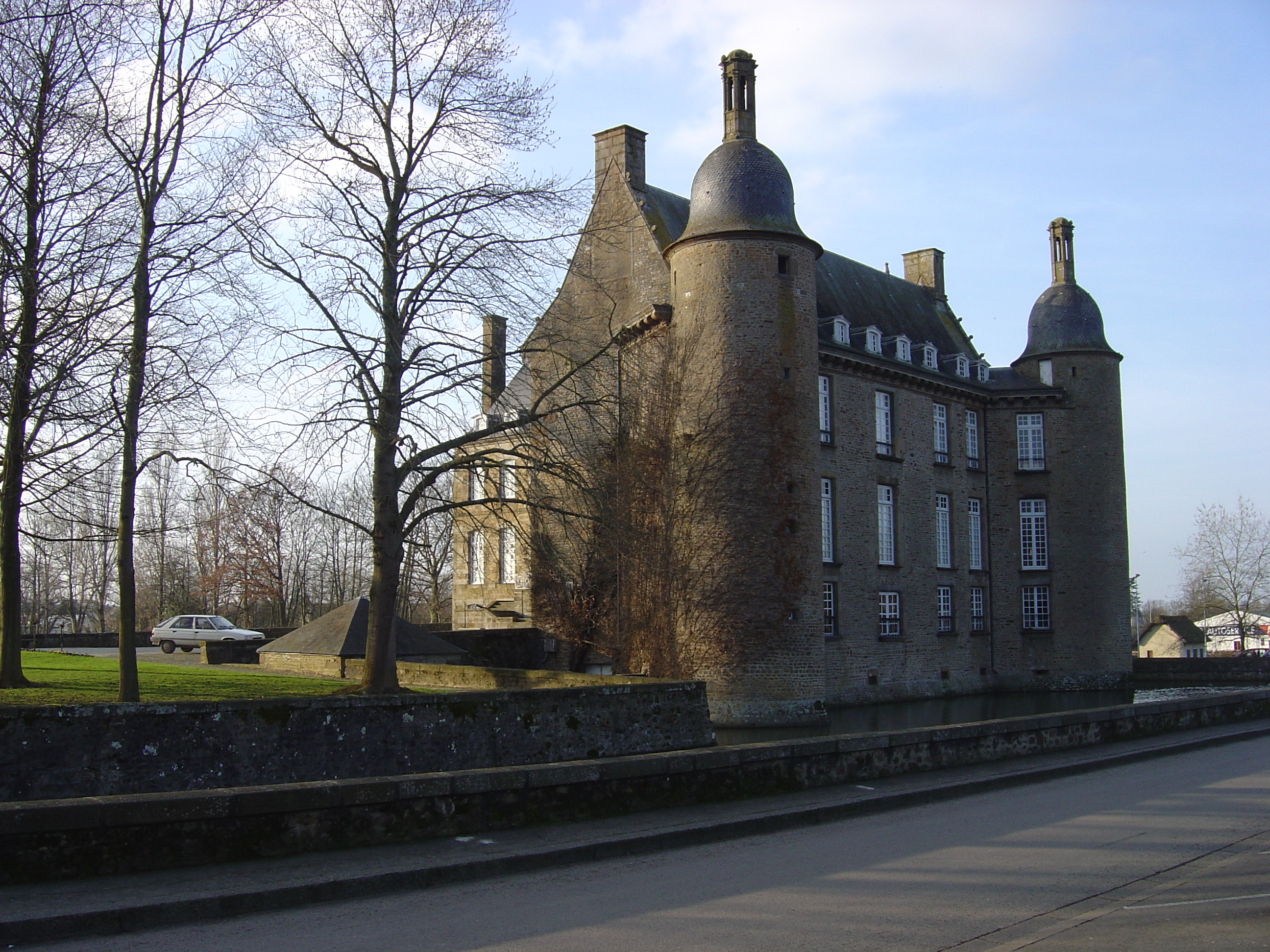
Le château.

#### L'église Saint-Germain
L'église Saint-Germain (place du Marché), est dotée d'une façade à deux tours dépourvues de flèches (le manque d'argent ne permet pas la pose des flèches prévues à 65 m de hauteur). Dessinée par Paul Hulot dans un style néo-gothique d'une grande sobriété inspiré de Notre-Dame de Paris, elle a été mise en chantier en 1910. Elle vient en remplacement de l'église primitive rénovée au XVIIIe siècle, mais qui devient trop petite et menace ruine (elle sera détruite en 1924). Les tours de la nouvelle église n'ont été achevées qu'en 1935-1937. La rosace de façade est l'œuvre de Jean Chaudeurge. Le 6 juin 1944, les bombes crèvent la toiture et la voûte. Parmi les paroissiens réfugiés dans la crypte qui est touchée par une bombe, il y a un mort et plusieurs blessés. L'église meurtrie sera rénovée sous la conduite de l'architecte Pierre Meurice et rendue au culte en 1960.

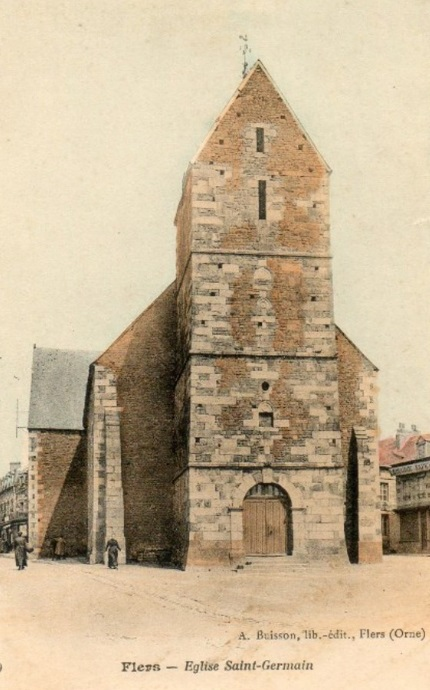
L'ancienne église Saint-Germain.
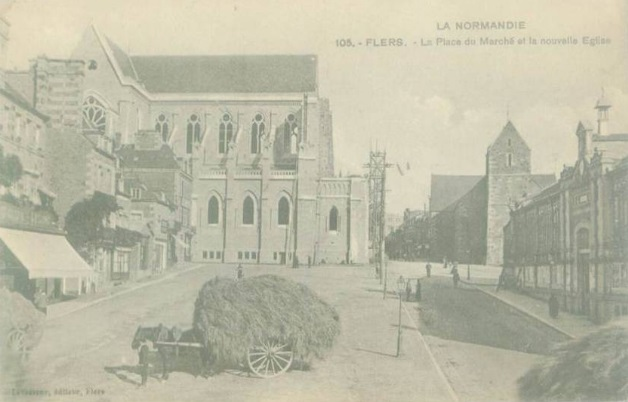
L'ancienne et la nouvelle église Saint-Germain.
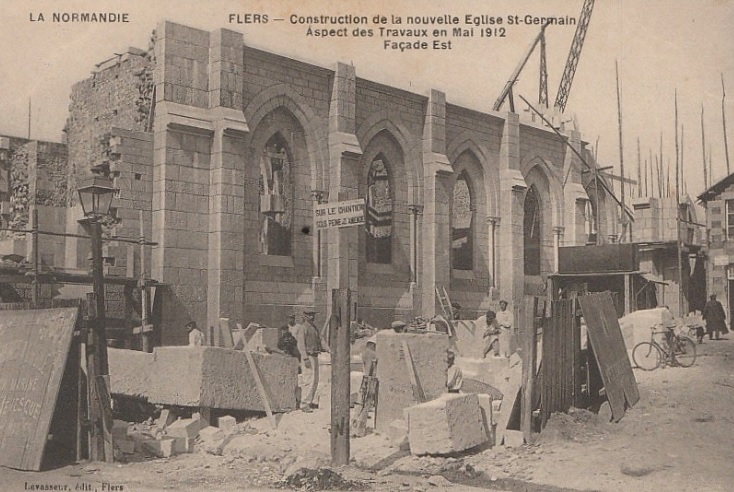
Chantier de la nouvelle église Saint-Germain.
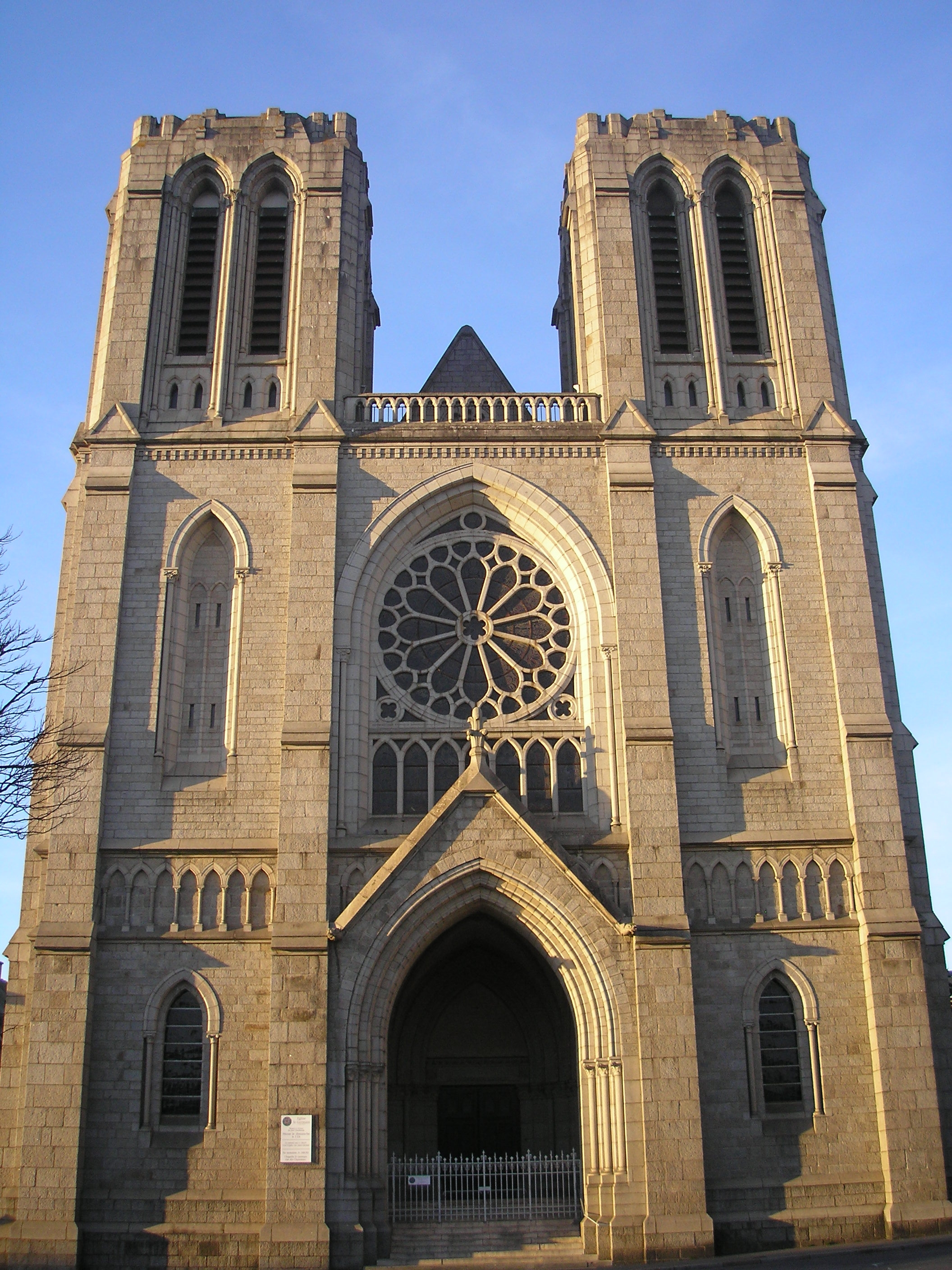
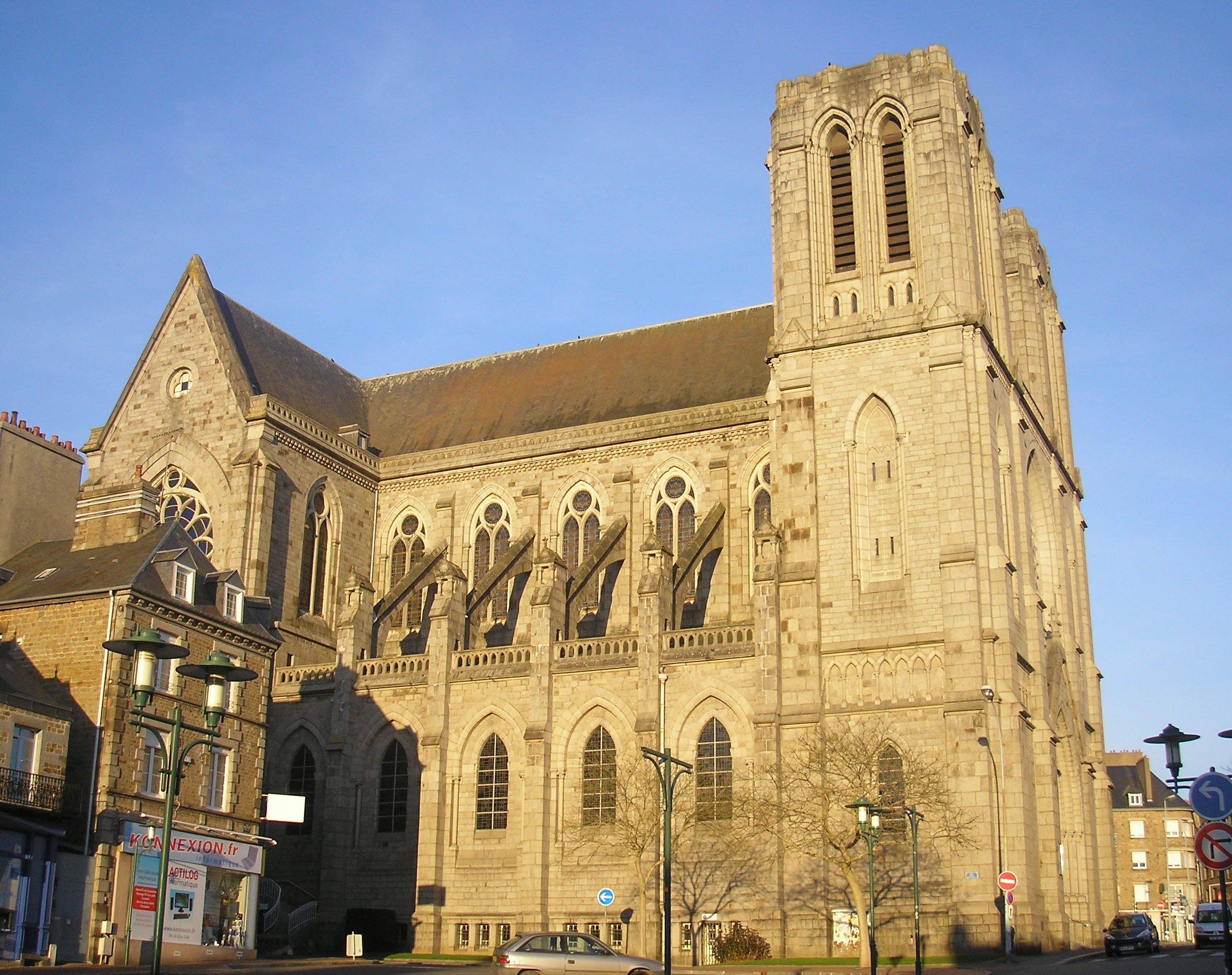
L'église Saint-Germain.

#### Le cardiotaphe
Au cours d’une opération d’archéologie préventive menée à l’automne 2014 sur la place Saint-Germain, les archéologues de l’Inrap ont découvert, dans le chœur de l’ancienne église paroissiale, deux sarcophages en plomb anthropomorphes des XVIIe et XVIIIe siècles sur l’un desquels reposait une urne en plomb, un cardiotaphe.

#### L'église Saint-Jean
L'église Saint-Jean, située sur la place Saint-Jean, construite de 1858 à 1865 par Victor Ruprich-Robert en style néo-roman mais surmontée d'une tour néo-gothique. Son orgue de tribune est de 1866,.

#### La chapelle du Souvenir
La chapelle du Souvenir, édifice dédié aux enseignants et élèves du collège catholique morts pendant la Première Guerre mondiale, inaugurée en 1932, située 12 rue du Champ-de-Foire,  Classé MH (2006).

#### 2 Angles
2angles, centre de création contemporaine. Inauguré en 2003, dans les anciens locaux de la Teinturerie Blouin. C'est un avant tout un lieu de résidences d'artistes, avec des ateliers et des productions d'œuvres. Cette association organise aussi sur le territoire de l'agglomération des expositions d'art contemporain, des residences de création pour des artistes plasticiens et des compagnies de danse contemporaine. Installé depuis septembre 2023 au 8 rue du Pré-Neuf sur la commune de Saint Georges des Groseillers son histoire lie cette association d'envergure nationale à la ville de Flers.

#### Autres bâtiments
- Marché couvert, inauguré en 1883 sur les plans d'Amédée Hédin. Il est construit à l'emplacement de l'ancien cimetière. Le terrain étant instable, les fondations reposent sur des pieux de sapin.
- Bains douches, labellisés « Patrimoine du XXe siècle »[74].
- Dans les dossiers du Patrimoine industriel de l'Orne : fonderies des Rochettes[75] et Fauvel[76], six usines de tissage[77],[78],[79],[80],[81], quatre usines de confection[82],[83],[84],[85], une serrurerie[86], une usine de caoutchouc[87], un moulin à farine[88] et une imprimerie[89].

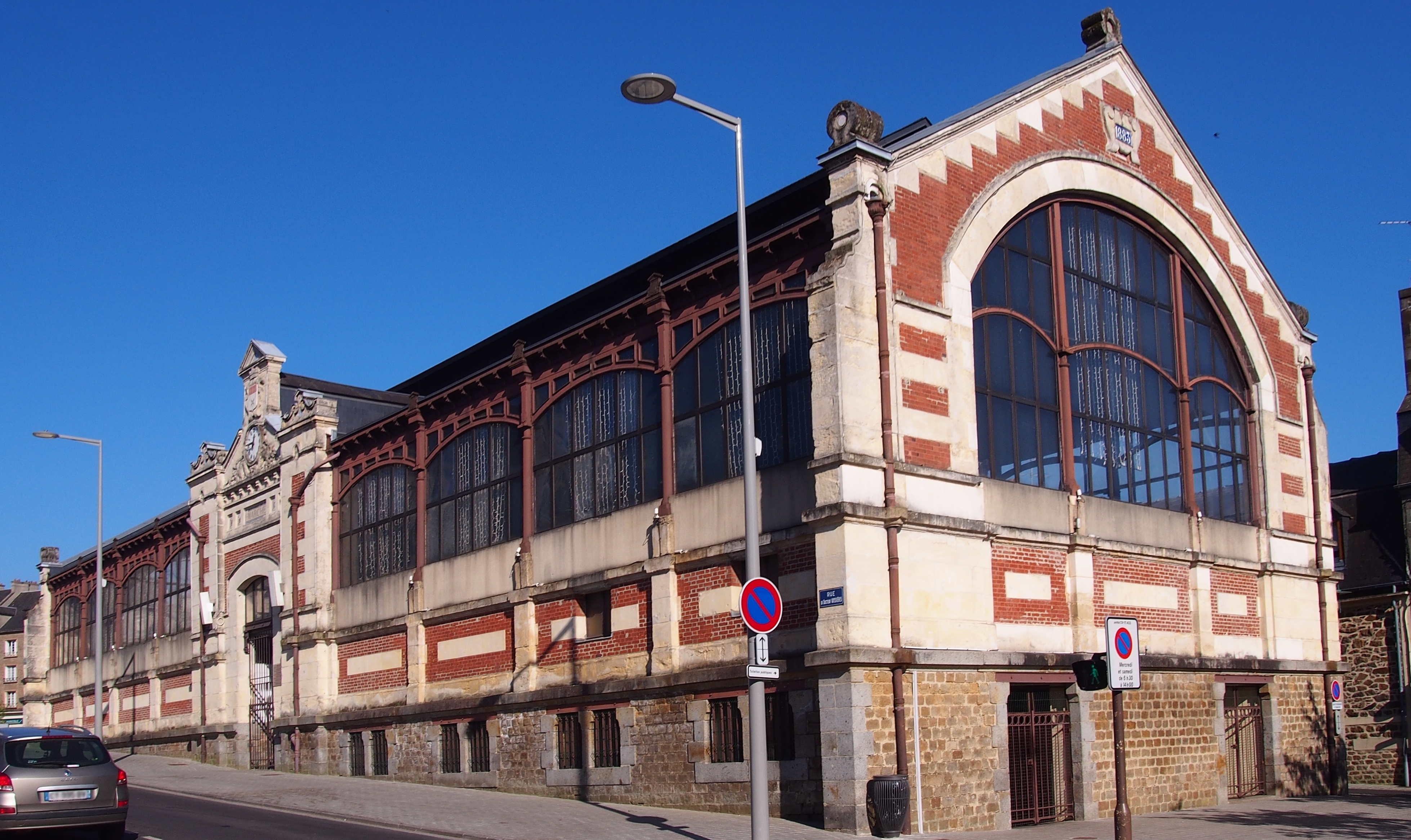
Le marché couvert.
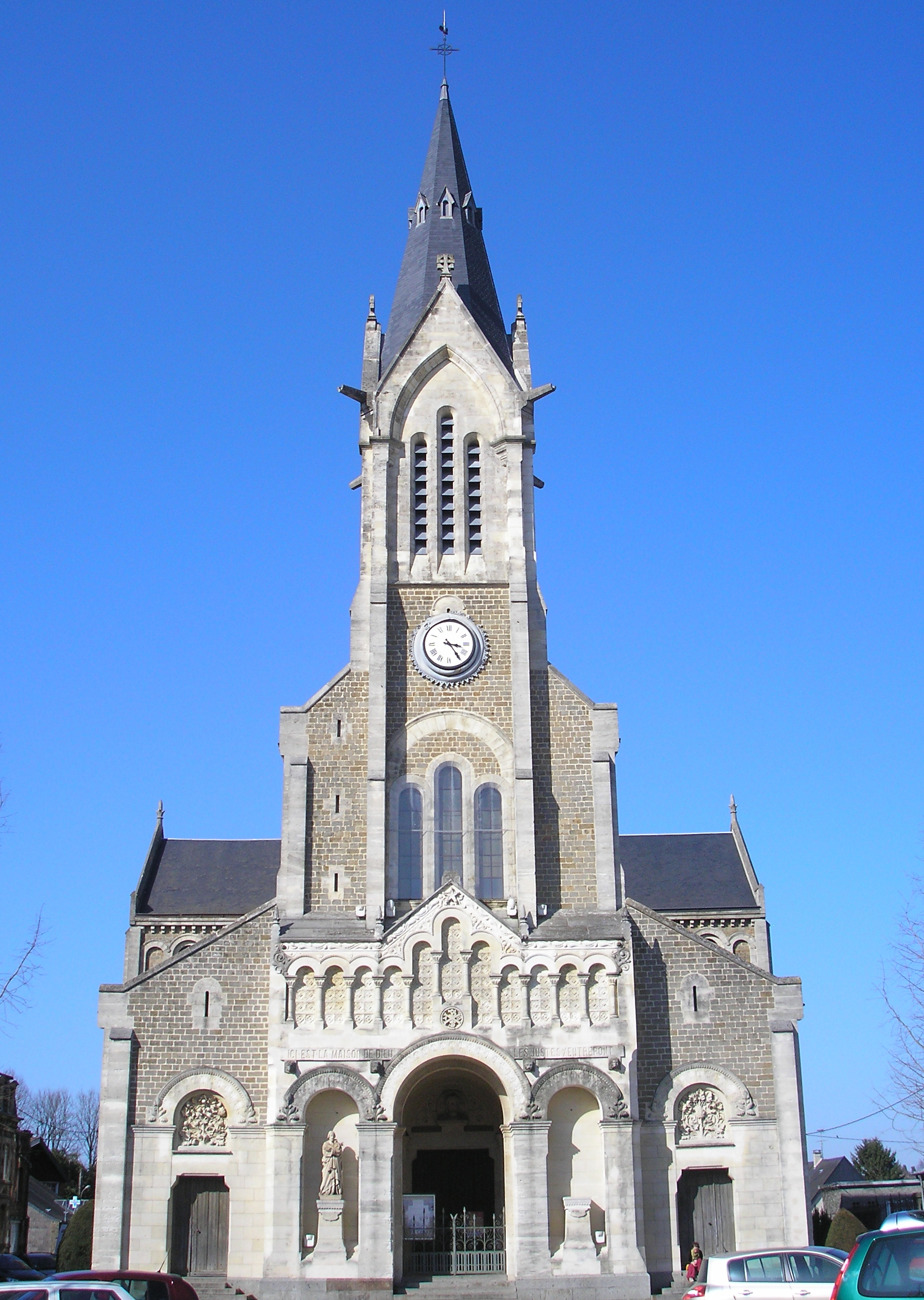
L'église Saint-Jean.

#### Sculptures et monuments

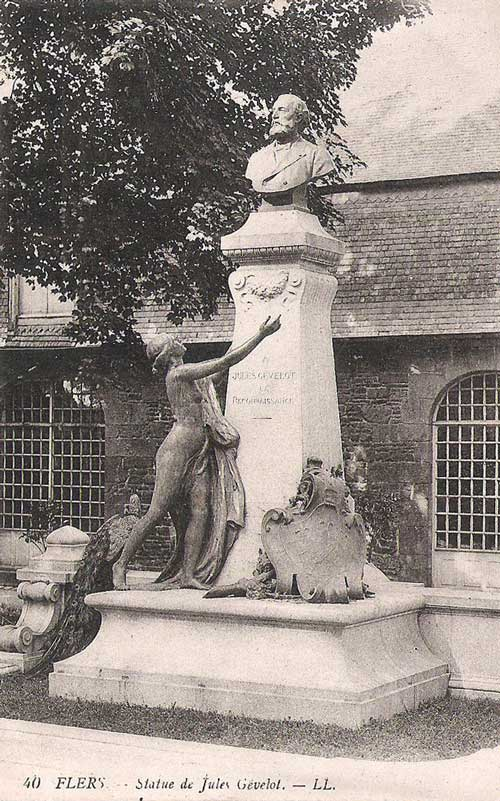
Monument à Jules Gévelot devant le château.

- Monument aux morts, situé dans le square Delaunay, réalisé par Emmanuel Ladmiral, inauguré en 1923[90],[91].
- Monument à Jules Gévelot, réalisé par Antonin Carlès en 1906, situé dans la cour de l'hôtel de ville. En 1942, sous le régime de Vichy, le buste en bronze et La reconnaissance, allégorie féminine devant le piédestal, sont déboulonnés, dans le cadre de la mobilisation des métaux non ferreux. Le bordereau d'expédition ne réclame que le buste. Monsieur Lajoye n'expédie donc pas la reconnaissance avec. Le buste est fondu. Monsieur Lajoye cache la reconnaissance et la rend à ville à la Libération. Un buste de remplacement réalisé en fonte par Gérard Anjou est installé en 1966.
- La statue de La joueuse de flûte, réalisée en bronze par Marion Gombaud, située sur l'esplanade François Mitterrand, devant l'entrée de la médiathèque.
- La statue l'Éveil du Printemps réalisée par Désiré Barré. Placée en 1949 sur le piédestal vide de la statue Le Juif errant dans le jardin du champ de foire. Elle est retirée[Quand ?] et placée devant la grille d'honneur du château. Elle est retirée[Quand ?] et placée dans un petit square isolé du parc du château. Vandalisée, elle est retirée[Quand ?], restaurée et placée dans le patio de la médiathèque.

#### Patrimoine disparu

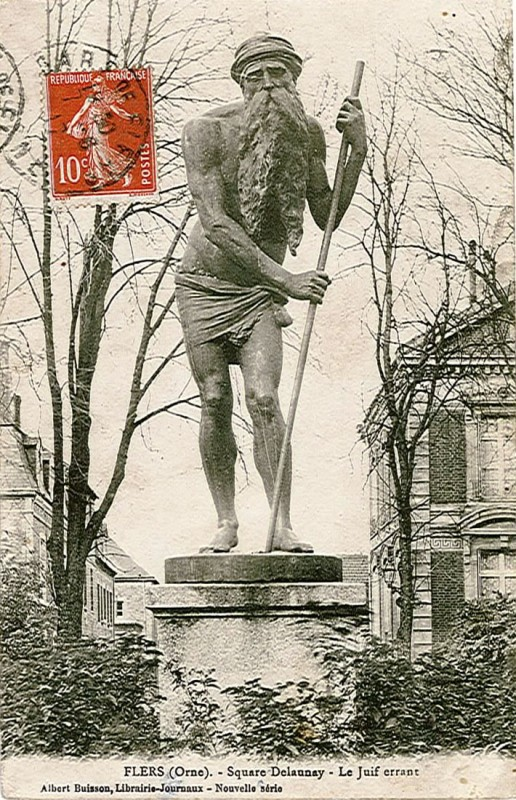
Le Juif errant de Victor-Edmond Leharivel-Durocher.

- La statue en bronze Le Juif errant, réalisée par Victor-Edmond Leharivel-Durocher. Elle est inaugurée en 1879 dans le jardin public du champ de foire. Le 26 février 1881 elle est retirée et placée dans le square Delaunay. Quelques riverains du square protestent contre son transfert. Elle est vandalisée en 1884. Une nuit de 1903, elle est habillée avec des vêtements. Elle est retirée du square Delaunay en 1922 pour céder la place au monument aux morts. Elle est replacée dans le jardin du champ de foire en décembre 1922. Sous le régime de Vichy, elle est déboulonnée et fondue, dans le cadre de la mobilisation des métaux non ferreux. Le piédestal reste vide jusqu'en 1949, quand la statue l'Éveil du Printemps réalisée par Désiré Barré y est installée.

### Personnalités
- Louis Charles de Flers (1754-1794) : général de division de la Révolution.
- Fernand Fleuret (1883-1945) : poète, fit ses premiers pas dans le journalisme au Patriote normand.
- Jacques Durrmeyer (1903-1945), chef de la Résistance à Flers, mort en déportation ; une rue de la ville porte son nom.
- Paulette Duhalde (1921-1945) : héroïne de la résistance morte en déportation à Ravensbrück.
- Jean-Claude Décosse (né en 1949) athlète, licencié au Club athlétique flérien.

#### Naissances à Flers
- André Hardy (1887-1986), peintre.

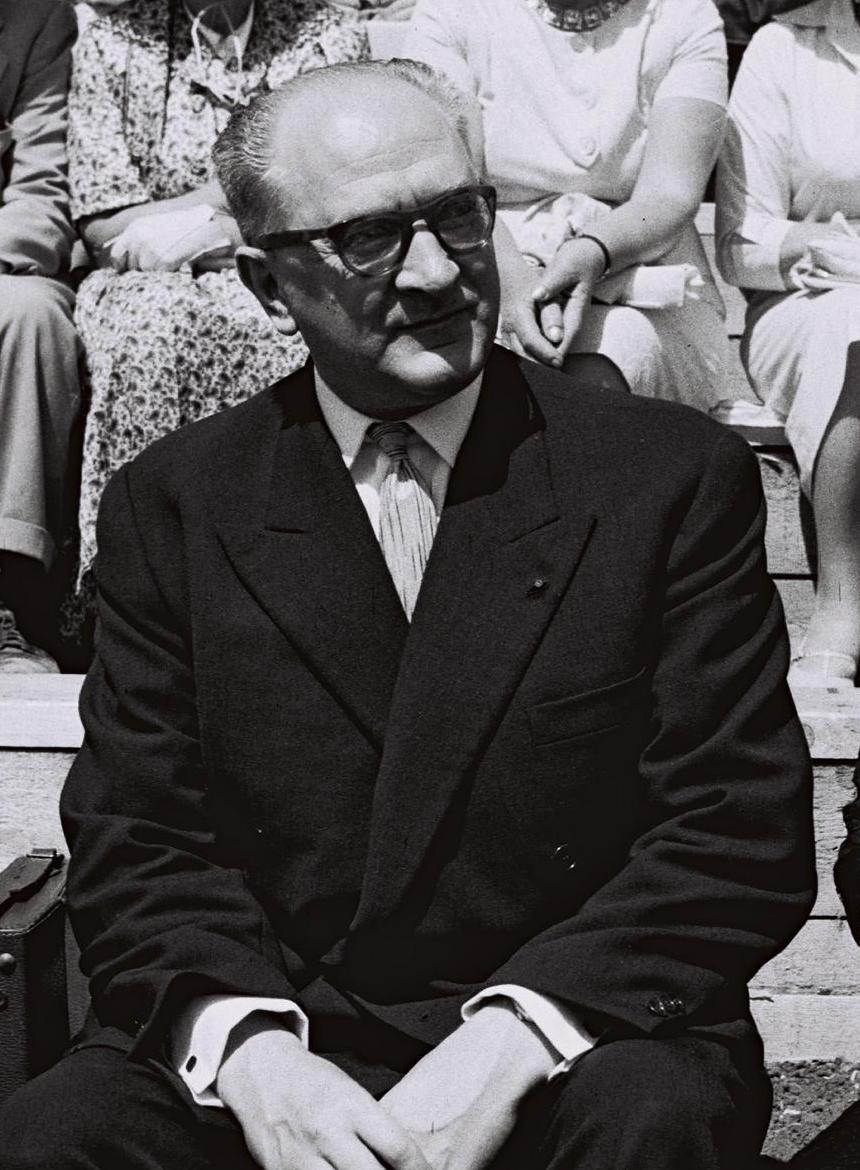
Guy Mollet.

- André Guérin (1899-1988), journaliste et écrivain.
- Fernand Jourdant (1903-1956), escrimeur.
- Guy Mollet (1905-1975), président du Conseil, figure de la IVe République.
- René Lepeltier (1906-1947), compagnon de la Libération.
- Jean Chaudeurge (1908-1968), artiste graveur et maitre verrier.
- Tugdual de Saint-Dolay (1917-1968), saint.
- Paulette Duhalde (1921-1945), résistante.
- Geoffroy Dauvergne (1922-1977), peintre.
- Jean Peschard (1928-2007), peintre, graveur.
- Myriam Colombi (1940-2021), actrice, dirige le Théâtre Montparnasse.
- Jean-Pierre Brard (1948-), député maire de Montreuil (Seine-Saint-Denis).
- Gérard Larcher (1949-), président du Sénat.
- Patrice Lecornu (1958-2023), footballeur.
- François Morel (1959-), comédien, humoriste, scénariste, chanteur.
- Nelly Viennot (1962-) arbitre internationale de football.
- Éric Veniard (1965-), acteur, réalisateur et scénariste.
- Frédéric Vardon (1967-), chef étoilé
- Tony Chapron (1972-), arbitre de football international et président du SAFE.
- Victoria Kayser (1977-), pédagogue et petite-fille de Paul Derenne (militaire).
- Romain Hardy (1988-), coureur cycliste.
- Thibault Moulin (1990-), footballeur.
- Antoine Ferey (1993-), acteur.
- Pierre-Henri Lecuisinier (1993-), coureur cycliste, champion du Monde Juniors 2011.

#### Décès à Flers
- Paul Derenne (militaire) (1902-1997).

### Justes parmi les Nations
Trois religieuses ont sauvé des juifs à Flers :
- Anne-Marie Le Caherec[92].
- Madeleine Malolepszy[93].
- Marie-Louise Pannelay[94],[95].

## Héraldique
| Blason de Flers | Les armes de la commune de Flers se blasonnent ainsi : De gueules, à deux navettes d'or posées en sautoir accompagnées de trois bobines d'argent 2 et 1, au chef de France. |

#### Sites locaux officiels
- Ville et Communauté d'agglomération
- Office du tourisme
- Le patrimoine architectural et mobilier des communes sur le site officiel du ministère français de la Culture (Bases Mérimée, Palissy, Palissy, Mémoire, ArchiDoc), Médiathèque de l'architecture et du patrimoine (archives photographiques) diffusion RMN, et service régional de l'inventaire général de la direction de la Culture et du Patrimoine de la Région]
- (fr) Site de la Direction Régionale de l’Environnement, de l'Aménagement et du Logement (DREAL) et Sites et paysages
- Notices d'autorité :   - BnF (données)
  - GND
- Ressources relatives à la géographie :   - Insee (communes)
  - Ldh/EHESS/Cassini
- Notice dans un dictionnaire ou une encyclopédie généraliste :   - Gran Enciclopèdia Catalana

#### Statistiques et données
- Résumé statistique de Flers sur le site de l'Insee
- Les comptes de la commune de Flers sur le site du ministère des Finances